# جانوس جيورجي سيلاجي
جانوس جيورجي سيلاجي (بالمجرية: Szilágyi János György)‏ هو مؤرخ الفن ومؤرخ مجري، ولد في 16 يوليو 1918 في بودابست في المجر، وتوفي بنفس المكان في 7 يناير 2016.